# Rock Island Line/John Henry
Rock Island Line/John Henry è un singolo di Lonnie Donegan pubblicato alla fine del 1955 dalla Decca Records a nome "The Lonnie Donegan Skiffle Group" in gommalacca a 78 giri e in vinile a 45 giri.

## Descrizione
Pur essendo firmati sulle etichette dei dischi da Lonegan, i due brani sono due tradizionali.

## Tracce
LATO A
1. Rock Island Line – 2:25 (Lonnie Donegan)

LATO B
1. John Henry – 2:04 (Lonnie Donegan)

## Musicisti
- Lonnie Donegan: voce, chitarra e voce
- Chris Barber: contrabbasso
- Beryl Bryden: washboard